# Sallèles-d'Aude
Sallèles-d'Aude is een gemeente in het Franse departement Aude (regio Occitanie). De plaats maakt deel uit van het arrondissement Narbonne. Sallèles-d'Aude telde op 1 januari 2022 3.104 inwoners.
In de gemeente ligt het museum Amphoralis, waarin de geschiedenis van het aardewerk uit Sallèles-d'Aude wordt getoond.

## Geschiedenis
De Romeinen bouwden hier een dam op de Aude. Dit was toen een van de zijarmen van de rivierdelta van de Atax (de antieke naam van Aude). Ze deden dit om zoveel mogelijk water om te leiden naar de hoofdarm van de Atax die door Narbonne en haar haven liep. Deze dam brak tijdens een overstroming in 1320. Hierbij liep heel de riviervlakte onder water en de Aude koos een nieuwe bedding.
De plaats Sallèles werd voor het eerst vermeld in 924. Door de aanwezigheid van klei in de bodem werd hier al vanaf de oudheid aardewerk gebakken. Ook werd er aan wijnbouw gedaan. In 1776 werd het Canal de Jonction geopend. Dit verbindt het Canal du Midi en het Canal de la Robine. Veel van de economische activiteit in Sallèles was verbonden met het vervoer op de kanalen.

## Geografie
De oppervlakte van Sallèles-d'Aude bedroeg op 1 januari 2022 12,55 vierkante kilometer; de bevolkingsdichtheid was toen 247,3 inwoners per km².
De Cesse mondt uit in de Aude in de gemeente. Ook het Canal du Midi loopt in de plaats Le Somail door de gemeente en kruist er de Cesse.
De onderstaande kaart toont de ligging van Sallèles-d'Aude met de belangrijkste infrastructuur en aangrenzende gemeenten.

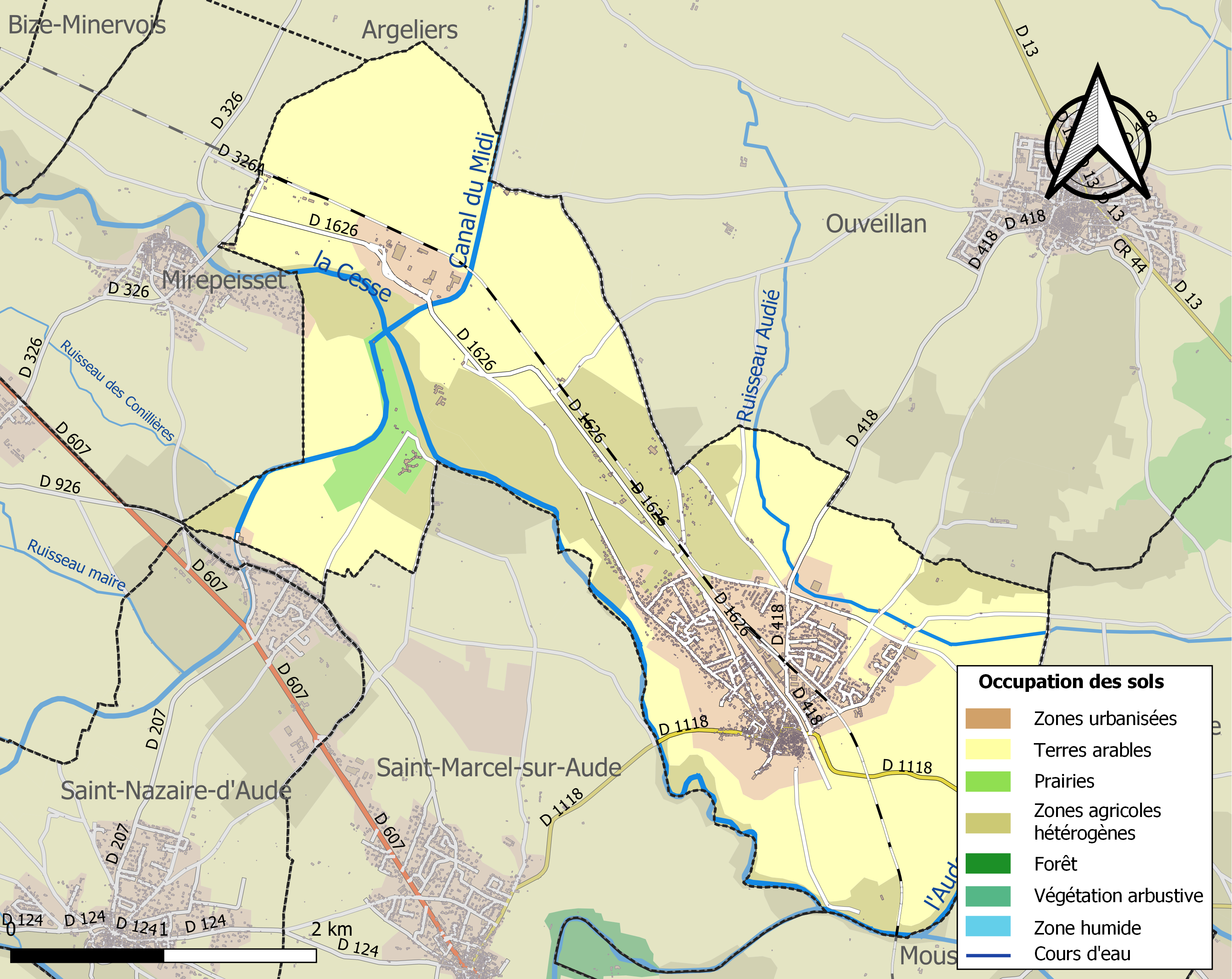

## Demografie
Onderstaande figuur toont het verloop van het inwonertal (bron: INSEE-tellingen).
Vanwege een beveiligingsprobleem met de MediaWiki Graph-software is het momenteel niet mogelijk deze grafiek weer te geven. Zodra de software is bijgewerkt zal de grafiek vanzelf weer zichtbaar worden.

## Geboren
- René Iché (1897-1954), surrealistisch beeldhouwer en schilder